# Cabreúva (kommun)
Cabreúva är en kommun i Brasilien.   Den ligger i delstaten São Paulo, i den sydöstra delen av landet, 800 km söder om huvudstaden Brasília. Antalet invånare är 41 643.
Följande samhällen finns i Cabreúva:
- Cabreúva

I omgivningarna runt Cabreúva växer i huvudsak städsegrön lövskog. Runt Cabreúva är det ganska tätbefolkat, med 80 invånare per kvadratkilometer.